# الن جی. لیوای
الن جی. لیوای (انگلیسی: Alan J. Levi؛ زادهٔ) کارگردان فیلم، و فیلم‌نامه‌نویس اهل ایالات متحده آمریکا است. وی از سال ۱۹۶۰ میلادی تاکنون مشغول فعالیت بوده‌است.
از فیلم‌ها یا مجموعه‌های تلویزیونی که وی در آن‌ها نقش داشته‌است، می‌توان به نایت رایدر ۲۰۰۰، مرد نامرئی، ستوان کلمبو، مرد شش‌میلیون‌دلاری، زن بیونیک، گرگ آسمان، پزشک دهکده، بخش فوریت‌های پزشکی و ان‌سی‌آی‌اس: لس آنجلس اشاره نمود.